# ایجپت لیک لیتو (فلوریدا)
ایجپت لیک لیتو (به انگلیسی: Egypt Lake-Leto) یک منطقهٔ مسکونی در ایالات متحده آمریکا است که در شهرستان هیلزبرو، فلوریدا واقع شده‌است. ایجپت لیک لیتو ۱۶٫۱ کیلومتر مربع مساحت و ۳۵٬۲۸۲ نفر جمعیت دارد و ۱۳ متر بالاتر از سطح دریا قرار دارد.